# 桐木镇 (上栗县)
桐木镇，是中华人民共和国江西省萍乡市上栗县下辖的一个乡镇级行政单位。

## 行政区划
桐木镇下辖以下地区：
桐木街社区、桐木村、莲台村、周田村、雅溪村、杨坊村、黄图村、枣木村、荆坪村、崇德村、蕉源村、枧冲村、楚山村、湖塘村、丹桂村、小埠村、城冲村和洪东村